# Johnny Hallyday Happy Birthday Live - Parc de Sceaux 15.06.2000
Lives par Johnny Hallyday
Johnny Hallyday Happy Birthday Live - Parc de Sceaux 15.06.2000  est un album live de Johnny Hallyday, enregistré le jour de ses 57 ans lors du concert qu'il donne au Parc de Sceaux. Il sort à titre posthume, vingt ans plus tard, le 12 juin 2020.

## Histoire
Quelques jours après s'être produit au Champ de Mars devant la Tour Eiffel (le samedi 10 juin 2000), devant plus de cinq cent mille spectateurs,, Johnny Hallyday, le 15 juin, date de son anniversaire, chante au Parc de Sceaux devant quelque soixante mille personnes. Le concert est organisé par la volonté de l'artiste qui a souhaité être sur scène ce jour anniversaire et ce malgré les réticences de son producteur Jean-Claude Camus, doutant de la capacité à mobiliser le public sur deux évènements en région parisienne à cinq jours d'intervalle (surtout que le second à contrario du premier n'est pas gratuit). Réserve partagée par le conseil général des Hauts-de-Seine, qui finalement donne son accord (après avoir obtenu l'assurance que les épreuves du Baccalauréat - le jour même du concert - d'un lycée proche du Parc de Sceaux, ne seraient perturbées par aucune répétition ou balance du son. Au programme plusieurs invités surprises ont chanté en duo avec Johnny Hallyday : Michel Sardou, Sonia Lacen, Jean-Louis Aubert, Laurent Gerra ou encore (notamment) Paul Personne...

## Autour de l'album
L'album sort le 12 juin 2020, sous les supports et références suivants (entre autres) :
- Double CD - 1 DVD 089 5887 Panthéon,Mercury France, Universal
- Coffret 4 LP 089 4513

La captation ne restitue pas l'intégralité du tour de chant, il manque pour cela les titres Vivre pour le meilleur en duo avec Sonia Lacen et Quelques cris, respectivement situés dans l'ordre d'interprétation entre Sang pour sang et Noir c'est noir pour le premier et entre les duos avec Jean-Louis Aubert et Paul Personne pour le second.

## Classements
La première semaine après sa sortie l'album se classe numéro un des ventes en France.

## Liste des titres
CD1
| No  | Titre | Paroles                                                                                             | Musique | Durée               |
| --- | --- | --------------------------------------------------------------------------------------------------- | --- | ------------------- |
| 1.  | Introduction (instrumental) | | Yvan Cassar | 2:05                |
| 2.  | Allumer le feu | Zazie                                                                                               | Pascal Obispo, Pierre Jaconelli                                                                                | 5:31                |
| 3.  | Je suis né dans la rue | Long Chris                                                                                          | Mick Jones, Tommy Brown                                                                                        | 6:31                |
| 4.  | Je veux te graver dans ma vie (Got to Get You into My Life) | Long Chris (adaptation)                                                                             | John Lennon, Paul McCartney                                                                                    | 3:24                |
| 5.  | Le Pénitencier (The House of the Rising Sun) | Hugues Aufray, Vline Buggy (adaptation)                                                             | Alan Price | 5:08                |
| 6.  | Quelque chose de Tennessee (avec Michel Sardou) | Michel Berger                                                                                       | Michel Berger                                                                                                  | 4:20                |
| 7.  | Sang pour sang | Éric Chemouny                                                                                       | David Hallyday                                                                                                 | 4:43                |
| 8.  | Medley : Noir c'est noir Jusqu'à minuit Si j'étais un charpentier Joue pas de rock'n'roll pour moi (Black Is Black - In The Midnight Hour - If I Were a Carpenter - Don't Play Your Rock 'n' Roll to Me) | Georges Aber (adaptation) Georges Aber (adaptation) Long Chris (adaptation) Long Chris (adaptation) | Tony Haynes, Michelle Grainger, Steve Wadey Steve Cropper, Wilson Pickett Tim Hardin Nicky Chinn, Mike Chapman | 2:42 2:08 2:43 2:37 |
| 9.  | Deux étrangers (Brave Strangers) | Michel Mallory (adaptation)                                                                         | Bob Seger | 5:53                |
| 10. | Ma gueule (avec Les Rita Mitsouko) | Gilles Thibaut                                                                                      | Philippe Bretonnière                                                                                           | 4:11                |
| 11. | Le Feu | Michel Mallory                                                                                      | Gary Wright | 4:03                |
| 12. | Medley instrumental : James Bond Theme Mission impossible Peter Gunn Theme | | Monty Norman Lalo Schifrin Henry Mancini                                                                       | 3:37 1:48 2:09      |

CD2
- Nota : sur Happy Birthay sont également présent sur scène : Yvan Cassar, Karl Zéro, Didier Barbelivien, Muriel Robin, Carlos, Pierre Richard, Mathilde Seigner, Gérard Jugnot...

| No  | Titre | Paroles                                | Musique                               | Durée |
| --- | --- | -------------------------------------- | ------------------------------------- | ----- |
| 1.  | Que je t'aime                                                                                                  | Gilles Thibaut                         | Jean Renard                           | 4:30  |
| 2.  | Fils de personne (avec Jean-Louis Aubert) (Fortunate Son)                                                      | Philippe Labro (adaptation)            | John Fogerty                          | 3:39  |
| 3.  | Le Bon Temps du rock and roll (avec Paul Personne) (Old Time Rock and Roll)                                    | Michel Mallory (adaptation)            | George Jackson, Thomas Earl Jones III | 4:00  |
| 4.  | Le Chanteur abandonné (avec Pascal Obispo)                                                                     | Michel Berger                          | Michel Berger                         | 5:39  |
| 5.  | Gabrielle (avec Laurent Gerra) (The King Is Dead)                                                              | Long Chris, Patrick Larue (adaptation) | Tony Cole (musician) (en)             | 4:57  |
| 6.  | Derrière l'amour (avec Patrick Bruel)                                                                          | Pierre Delanoë                         | Toto Cutugno                          | 5:33  |
| 7.  | Qu'est-ce que tu croyais (Rock'n'Roll Dancing)                                                                 | Georges Terme (adaptation)             | Steve Beckmeier, Fred Beckmeier       | 8:58  |
| 8.  | La Musique que j'aime (avec Nawfel à la guitare)                                                               | Michel Mallory                         | Johnny Hallyday                       | 6:28  |
| 9.  | L'Envie | Jean-Jacques Goldman                   | Jean-Jacques Goldman                  | 4:57  |
| 10. | Aimer vivre | Michel Berger                          | Michel Berger                         | 13:59 |
| 11. | Happy Birthday (les invités précédemment cités, les choristes, le public et voir nota) (Happy Birthday to You) |                                        |                                       | 2:15  |
| 12. | Non, je ne regrette rien                                                                                       | Michel Vaucaire                        | Charles Dumont                        | 4:00  |

## Les musiciens
- Arrangements musicaux : Yvan Cassar
- Direction musicale : Yvan Cassar et Érick Bamy
- Guitares : Robin Le Mesurier - Brian Ray
- Basse : Reggie Hamilton
- Batterie : Walfredo Los Reyes Jr
- Claviers : Thomas Michael Canning, Thimothy J. Moore
- Cuivres Vine Street Horns : Harry Kim, Arturo Velasco, Daniel Fornero, Ray Herman
- Choristes : Jessica Plessel, Angéline Annonnier, Johanna Manchec, Jericka Jacques-Gustave[9], Érick Bamy
- Cordes : Caroline Collombel, Hélène Corbellari, Florence Veniant, Nathalie Carlucci, Marylène Vincituerra, Belinda Peake, Florence Hennequin, Audrey Bocahut